# 2805 Kalle
2805 Kalle è un asteroide della fascia principale. Scoperto nel 1941, presenta un'orbita caratterizzata da un semiasse maggiore pari a 2,6942409 UA e da un'eccentricità di 0,1435295, inclinata di 6,89358° rispetto all'eclittica.